# Pałłada (1832)
Pałłada (ros. Паллада) − rosyjska fregata żaglowa z XIX wieku, znana z odbycia w latach 1852−1855 rejsu z misją dyplomatyczną i naukową z Morza Bałtyckiego do Japonii i na Daleki Wschód.
Budowana w Sankt-Petersburgu w latach 1831–1833, została włączona w skład Floty Bałtyckiej. Odbywała pływania po Bałtyku, a także na Ocean Atlantycki i Morze Śródziemne. W 1846 roku przeszła generalny remont. Sześć lat później wyruszyła z misją na Daleki Wschód, wioząc do Japonii wiceadmirała Jewfimija Putiatina. Poza głównym celem wyprawy – rozmowami dyplomatycznymi i handlowymi z Japończykami – jej załoga przeprowadziła także liczne badania geograficzne i przyrodnicze. W 1854 roku pozostała na zimowanie w Imperatorskiej Gawani, a w roku następnym, wobec złego stanu konstrukcji i wobec wybuchu wojny krymskiej, została zatopiona przez własną załogę.

## Budowa
Uroczystość rozpoczęcia budowy nowej fregaty żaglowej dla Marynarki Wojennej Imperium Rosyjskiego (położenie zakładnoj doski) odbyła się 2 listopada?/14 listopada 1831 roku w stoczni Ochtinskiej (Ochtinskoje Admiraltiejstwo) w Sankt-Petersburgu. Jej konstruktorem był pułkownik korpusu inżynierów floty W. F. Stokke, a plany oparte były na poprawionych liniach kadłuba angielskiej fregaty „President” (te z kolei powtarzały linie amerykańskiego okrętu tej samej nazwy, zdobytego przez Brytyjczyków w 1815 roku). Okręt otrzymał nazwę „Pałłada”, od starogreckiej bogini Pallas Ateny. Wodowanie fregaty odbyło się 1 września?/13 września 1832 roku. Była ona projektowana z myślą o służbie jako reprezentacyjny okręt dla członków rodziny carskiej i uczestników misji dyplomatycznych i przy jej budowie zastosowano wszelkie dostępne nowinki. O postępy w konstrukcji troszczył się sam Mikołaj I, który wydał specjalny reskrypt, nakazujący budowę okrętu „z należytą starannością”.
W związku z chorobą pułkownika Stokke ostatni etap prac stoczniowych nadzorował, realizując cesarski reskrypt, rosyjski konstruktor, wówczas kapitan korpusu inżynierów floty, I. A. Amosow. Pierwszym dowódcą „Pałłady” został mianowany jeden z najzdolniejszych oficerów floty imperialnej, uczestnik bitwy pod Navarino, kapitan-lejtnant Pawieł Nachimow, późniejszy admirał. Po zwodowaniu okręt przeszedł do bazy w Kronsztadzie, gdzie przeprowadzono prace wykończeniowe i ostatecznie wszedł do służby w pierwszych dniach sierpnia 1833 roku.

## Opis konstrukcji
„Pałłada” była trójmasztową fregatą o konstrukcji drewnianej, ze stalowymi poprzecznymi wzmocnieniami szkieletu kadłuba. Długość kadłuba, mierzona na wysokości głównego pokładu bateryjnego, wynosiła 52,73 m (bez bukszprytu), szerokość maksymalna mierzona we wnętrzu (bez uwzględnienia grubości desek poszycia) 13,31 m, zanurzenie przy pełnym obciążeniu 5,07 m na dziobie i 7,01 m na rufie. Podwodna część kadłuba do wysokości linii wodnej była pobita blachą miedzianą, dla zapobieżenia niszczeniu drewna przez organizmy morskie. Nowością na rosyjskich okrętach było zastosowanie iluminatorów dla oświetlenia pomieszczeń załogowych na dolnym pokładzie.
Każdy z masztów składał się z trzech części: kolumny, stengi i bramstengi. W rosyjskich archiwach nie zachowały się dane dotyczące wysokości masztów, liczby i wymiarów przenoszonych żagli oraz szczegółów takielunku. Wiadomo jednak, że prędkość fregaty była oceniana na około 12 węzłów przy sprzyjającym wietrze.
Nominalnie „Pałłada” była klasyfikowana jako fregata 44-działowa (okręt 5. rangi), faktyczne uzbrojenie po wejściu do służby składało się z 30 armat 24-funtowych na pokładzie bateryjnym i 22 karonad tego samego wagomiaru na górnym pokładzie. Furty działowe miały wysokość 0,84 m i szerokość 1,68 m. W późniejszym okresie liczba armat była nieznacznie modyfikowana.
Załoga licząca 426 oficerów, podoficerów i marynarzy miała do dyspozycji kilka łodzi okrętowych, w tym 18-wiosłowy barkas, kutry: 14- i 10-wiosłowy, 6-wiosłowy welbot i 6-wiosłowy jol.

## Przebieg służby
16 sierpnia?/29 sierpnia 1933 roku zespół okrętów Floty Bałtyckiej, dowodzony przez admirała Faddieja Bellinghausena, patrolując rejon pomiędzy Ozylią a półwyspem Hanko, znalazł się na kursie wiodącym na skalistą mieliznę. Płynący na końcu formacji kapitan Nachimow na „Pałładzie” zorientował się w błędzie nawigacyjnym prowadzącego i, po przekazaniu sygnału ostrzegawczego na najbliższe jednostki, zawrócił. Pomimo tego, przy złej widoczności, rozbiciu na skałach uległy dwa okręty liniowe (w tym okręt flagowy admirała Bellinghausena) i jedna mniejsza jednostka. Pozostałe żaglowce, ostrzeżone przez „Pałładę”, zdołały zmienić kurs i uniknąć niebezpieczeństwa.
W 1834 roku, już pod nowym dowódcą, P. A. Mollerem, fregata wchodziła w skład honorowej eskorty okrętu, na którym następca tronu Prus wraz z małżonką przypłynęli do Peterhofu, a po skończonej wizycie w Rosji odpłynęli do Świnoujścia. Stamtąd fregata udała się do Kopenhagi z pocztą dyplomatyczną dla tamtejszego poselstwa rosyjskiego. Kampanie 1835 i 1836 roku spędziła w różnych portach i kotwicowiskach Morza Bałtyckiego. Z kolei w 1837 roku odbyła misję specjalną, przewożąc złoto w sztabach do Londynu, na potrzeby rosyjskiego przedstawicielstwa.
W kolejnych latach, ze zmieniającymi się dowódcami, okręt uczestniczył w rejsach szkolnych po Bałtyku, był również używany jako okręt szkolny dla kadetów. W 1846 roku „Pałłada” została skierowana do stoczni na generalny remont. Wymieniono deski poszycia i wymagające tego elementy konstrukcyjne, odnowiono takielunek i ożaglowanie. Okręt powrócił do dalekiego pływania: dwa lata później wizytował porty brytyjskie, w 1849 roku był na Maderze i w Lizbonie, zachodził również na Morze Śródziemne. Na jego pokładzie wielokrotnie gościł, i z niego dowodził zespołami floty, wielki książę Konstanty Nikołajewicz.

### Misja na Daleki Wschód

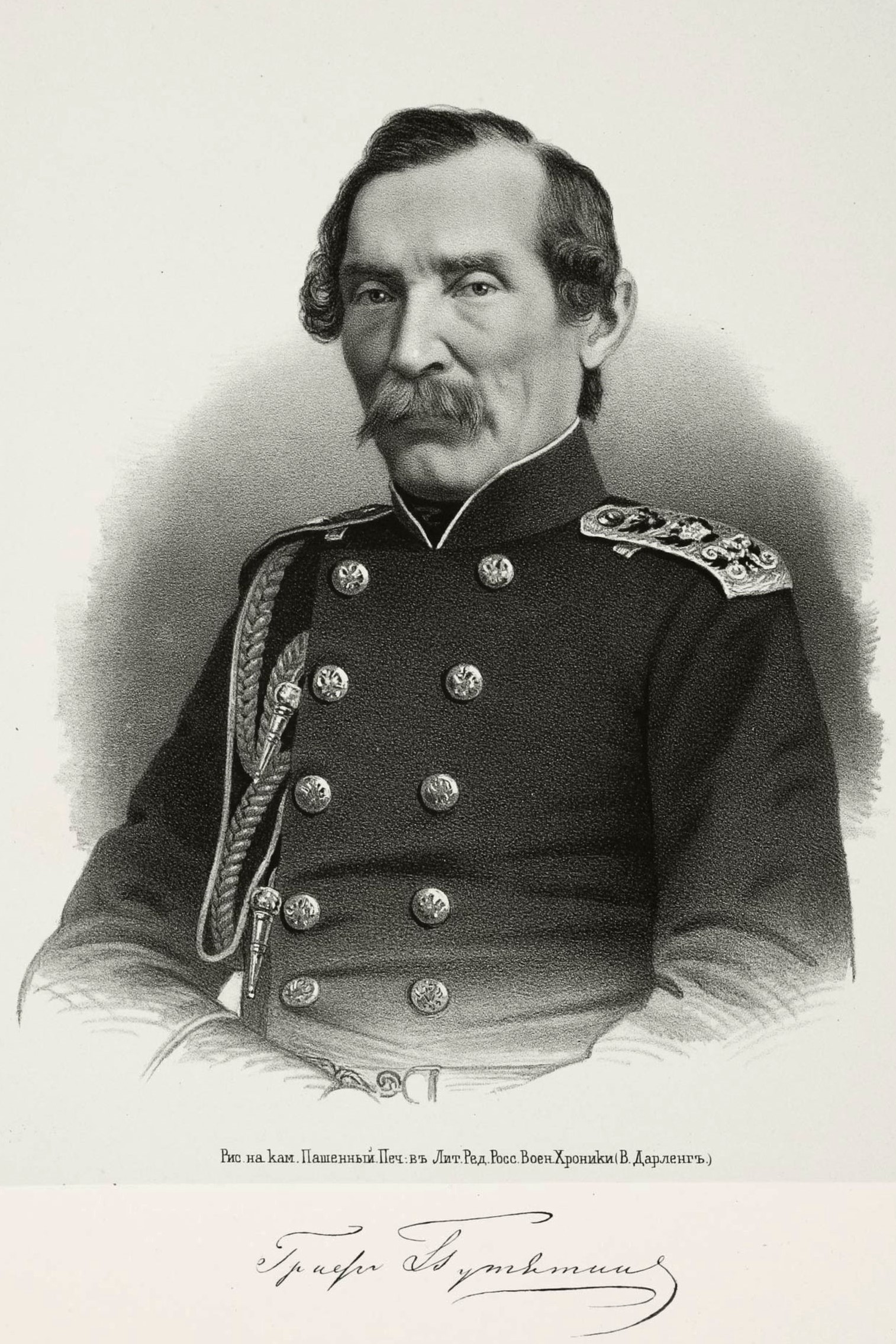
Admirał J. W. Putiatin

Pod koniec lat 40. XIX wieku zorganizowano w Rosji misję dyplomatyczną pod przewodnictwem wojskowego i dyplomaty, wiceadmirała Jewfimija Putiatina. Miała ona uzgodnić i podpisać pierwszy rosyjski traktat handlowy z Japonią. Na potrzeby misji wyposażono i wyekwipowano fregatę „Pałłada”, której dowódcą został kapitan-lejtnant Iwan Unkowski. Załoga okrętu składała się z oficerów i marynarzy w dużej mierze dobranych specjalnie na ten rejs spośród najlepszych we flocie. Byli wśród nich między innymi przyszli admirałowie: Konstantin Possiet i Iwan Butakow; uczeni i odkrywcy: Iwan Bieławieniec oraz Piotr Tichmieniew – historyk rosyjskiej Alaski. Sekretarzem J. W. Putiatina był pisarz Iwan Gonczarow, który opisał całą podróż w swoich pamiętnikach, a kapelanem okrętowym archimandryta Awwakum, znawca Dalekiego Wschodu, pełniący jednocześnie funkcję tłumacza języka chińskiego.
„Pałłada” opuściła Kronsztad 7 października?/19 października 1852 roku. W trakcie przechodzenia przez Sund, w gęstej mgle, fregata weszła na mieliznę. Ściągnięta siłami załogi, dotarła do wybrzeża Anglii. Tam zdecydowano o jej zadokowaniu w Portsmouth i naprawie powstałych uszkodzeń. Remont trwał około miesiąca, zaś później, aż do stycznia następnego roku, niesprzyjające wiatry zatrzymały okręt w kanale La Manche. To zdecydowało o zmianie planowanej trasy rejsu. Zamiast płynąć wokół przylądka Horn, przez Cieśninę Drake’a, gdzie istniało niebezpieczeństwo napotkania pól lodowych, wybrano drogę wokół Afryki i przez Ocean Indyjski.
W drodze przez Ocean Atlantycki ku Przylądkowi Dobrej Nadziei „Pałładzie” towarzyszył zakupiony w Wielkiej Brytanii specjalnie na potrzeby ekspedycji szkuner „Wostok” o pomocniczym napędzie parowym, dowodzony przez kapitan-lejtnanta Woina Rimskiego-Korsakowa. Po 78 dniach sztormowej żeglugi okręty przybyły do Simonstad w Kolonii Przylądkowej. Kolejny miesiąc postoju w False Bay załogi wykorzystały na przygotowanie się do dalszego rejsu przez Ocean Indyjski oraz wyprawy na brzeg i w głąb lądu, podczas których zebrano okazy miejscowej flory i fauny. W dalszą drogę misja wyruszyła 12 kwietnia?/24 kwietnia 1853 roku. 5800 mil morskich dzielące Przylądek Dobrej Nadziei od Cieśniny Sundajskiej „Pałłada” pokonała w ciągu 32 dni, udowadniając swoje doskonałe właściwości żeglugowe. Tym niemniej ciężkie sztormy panujące na oceanie spowodowały szereg uszkodzeń okrętu, co spowodowało, że Putiatin wysłał do Petersburga depeszę, prosząc o przysłanie do jego dyspozycji nowo zbudowanej fregaty „Diana”. Po drodze misja zawinęła na Jawę i do Singapuru. 12 czerwca?/24 czerwca 1853 roku „Pałłada” dotarła do Hongkongu, gdzie ponownie spotkała się z „Wostokiem”.
Obydwa okręty wypłynęły w stronę Filipin i dalej Japonii. 9 lipca, w rejonie wysp Bonin, fregata dostała się w rejon tajfunu. Kilkudniowe sztormowanie zakończyło się złamaniem grotmasztu i koniecznością zawinięcia na archipelag. Tam oczekiwały na „Pałładę” rosyjskie okręty: „Wostok”, korweta „Oliwuca” i transportowiec „Kniaź Mienszikow”. Podczas gdy załogi prowadziły niezbędne naprawy, Jewfimij Putiatin wraz z niektórymi oficerami dokonał na „Oliwucy” kilku rejsów badawczych na pobliskie wyspy. „Pałłada” opuściła archipelag 4 sierpnia?/16 sierpnia 1853 roku, zaś po kolejnych sześciu dniach żeglugi zawinęła do Nagasaki.
Rozpoczęte negocjacje przyszłego traktatu z Japonią były trudne i przeciągane przez stronę japońską. Nie mogąc wpłynąć na ich przyspieszenie, admirał Putiatin wysłał swoją fregatę w kilka rejsów wzdłuż wybrzeża głównych wysp Japonii, wykorzystując je na dokładniejsze poznanie linii brzegowej archipelagu i naniesienie niezbędnych korekt na mapach. W styczniu 1854 roku rosyjska misja przerwała rozmowy (zakończone dopiero rok później podpisaniem traktatu z Shimody) i opuściła Nagasaki. Przez Manilę i wzdłuż brzegów Korei „Pałłada” popłynęła w kierunku Cieśniny Tatarskiej, gdzie spotkała się z „Wostokiem”, z którego otrzymano wiadomość o wybuchu wojny krymskiej. Stamtąd fregata udała się do Imperatorskiej Gawani, gdzie rzuciła kotwicę 22 maja. Oficerowie przenieśli się na przybyłą z Europy „Dianę”. Ponieważ na Dalekim Wschodzie pojawiła się eskadra brytyjska, podjęto próbę wprowadzenia „Pałłady” w głąb ujścia Amuru, ale jej zbyt duże zanurzenie nie pozwoliło na to. Ostatecznie okręt pozostał na zimowisko w zatoce przy Imperatorskiej Gawani, pod opieką zaledwie czternastu marynarzy dowodzonych przez podporucznika Kuzniecowa.
Wiosną 1855 roku do zatoki zawinęła kolejna rosyjska fregata, „Awrora” i korweta „Oliwuca”. Dowódca zespołu, kontradmirał Wasilij Zawojko, pełniący jednocześnie funkcję wojennego gubernatora Pietropawłowska, wobec zastanego fatalnego stanu konstrukcji „Pałłady”, zdecydował o jej pozostawieniu na miejscu, a w listopadzie wysłał lądem (na psim zaprzęgu) miczmana G. D. Razgradskiego z rozkazem zatopienia jednostki. Dotarł on do miejsca postoju fregaty w styczniu 1856 roku i wraz z członkami szkieletowej załogi zatopił „Pałładę” na głębokości około 20 m w zatoce Postowaja Imperatorskiej Gawani.
Zwyczajem rosyjskich i radzieckich okrętów, zawijających do Imperatorskiej (w późniejszym okresie Sowieckiej) Gawani, stało się nurkowanie na wraku fregaty i pozyskiwanie drobnych pamiątek. Podczas wojny domowej i interwencji w Rosji nurkowali tam również Japończycy. W 1923 roku wydobyto jedną z kotwic okrętowych i przewieziono do Władywostoku. Tuż przed atakiem Niemiec na ZSRR istniały nawet plany wydobycia z morza pozostałości „Pałłady”, ale wobec potrzeb wojennych zostały zarzucone. W latach powojennych na brzegu zatoki w pobliżu miejsca zatopienia okrętu postawiono pomnik. Kilka wydobytych z dna elementów konstrukcyjnych „Pałłady” eksponowanych jest w rosyjskich muzeach morskich, przede wszystkim w Petersburgu i Władywostoku.